# Nagia griveaudi
Nagia griveaudi är en fjärilsart som beskrevs av Pierre E.L. Viette 1968. Nagia griveaudi ingår i släktet Nagia och familjen nattflyn. Inga underarter finns listade i Catalogue of Life.